# Alexij (Zanočkin)
Alexij (rodným jménem: Alexej Viktorovič Zanočkin; * 17. října 1975, Orel) je duchovní ruské pravoslavné církve a biskup vídeňský a rakouský.

## Život
Narodil se 17. října 1975 v Orlu.
Roku 1991 dokončil ve svém rodném městě střední školu № 21. Poté začal studovat na Orlovské státní technické univerzitě, kterou dokončil roku 1998 s diplomem inženýra v oboru projektování radioelektronických prostředků.
V roce 1996 nastoupil do klirosu (místo pro zpěv) chrámu svatého Jana Křtitele v Orlu.
Dne 25. června 2000 byl arcibiskupem orlovským a livenským Paisijem (Samčukem) vysvěcen na diakona a 11. září na presbytera. Jako kněz působil v orlovských chrámech sv. Jana Křtitele a sv. Mikuláše. Od roku 2001 je duchovním a organizátorem venkovských táborů v Orlovské oblasti, které jsou organizovány společně s ministerstvem školství. Od stejného roku studoval v Moskevském duchovním semináři, a to až do roku 2008.
V lednu 2003 se stal redaktorem Orlovského eparchiálního věstníku. Je autorem řady publikací a studií, které se týkají hlavně orlovských novomučedníků a vyznavačů. Ve stejný rok přijal funkci hlavy skitu na předpokládaném místě vraždy svatého mučedníka Kukši Pečerského.
Roku 2004 byl v Uspenském monastýru v Orlu rukou orlovského arcibiskupa Paisija postřižen na monacha s mnišským jménem Alexij na počest svatého Alexije, člověka Božího.
V letech 2010-2016 studoval na Moskevské duchovní akademii a dokončil jí s diplomovou prací Arcipastýři země Orlovské. Dne 4. října 2012 byl Svatým synodem Ruské pravoslavné církve zvolen igumenem monastýru svatého Kukši v obci Frolovka. Povýšení na igumena proběhlo 17. října v Iverském chrámu v Orli, obřad sloužil arcibiskup orlovský a livenský Antonij (Čeremisov).
Dne 1. září 2016 byl zvolen děkanem monastýrů orlovské eparchie.
Dne 9. března 2017 byl rozhodnutím Svatého synodu zvolen biskupem mcenským a vikářem orlovské eparchie. Dne 13. března byl v Uspenském chrámu monastýru v Orlu metropolitou orlovským a bolchovským povýšen na archimandritu. Dne 8. dubna 2017 byl jmenován biskupem a 9. dubna proběhla v katedrále Krista Spasitele v Moskvě biskupská chirotonie. Hlavním světitelem byl patriarcha moskevský a celého Ruska Kirill.
Dne 4. dubna 2019 byl Svatým synodem ustanoven biskupem velikousťugský a totěmský.
Dne 11. března 2020 jej Svatý synod jmenoval biskupem kafským a vikářem chersonské eparchie. Je dočasný správce vídeňské a rakouské eparchie.
Dne 13. října 2022 byl ustanoven biskupem vídeňským a rakouským.

## Vyznamenání
Církevní
- 2014 – Patriarchální odznak k 700. výročí Sergia Radoněžského
- 2015 – Patriarchální medaile k 1000. výročí smrti svatého apoštolům rovného knížete Vladimíra
- 2016 – Medaile přepodobného Kukši I. třídy (Orlovská eparchie)